# Vương Sư Bá
Vương Sư Bá, tự Trọng Khuông, hiệu Nham Khê, là quan lại và là nhà thơ Việt Nam thời Lê sơ.

## Tiểu sử
Ông là người huyện Đông An, phủ Khoái Châu, trấn Hải Dương; nay thuộc huyện Khoái Châu, tỉnh Hưng Yên.
Theo Lê Quý Đôn trong Đại Việt thông sử, trong khoảng niên hiệu Diên Ninh (1454-1459 đời vua Lê Nhân Tông) đến niên hiệu Quang Thuận (1460-1469 đời vua Lê Thánh Tông), Vương Sư Bá từng làm quan tới chức Tri phủ .
Đến tháng 12 (âm lịch) năm Nhâm Thìn (1472), ông được cử làm Giáo thụ Quốc Tử Giám .
Vương Sư Bá mất năm nào không rõ.

## Tác phẩm
Vương Sư Bá có Nham Khê thi tập gồm 8 quyển, nhưng nay đã thất lạc; hiện chỉ còn lại ít bài chép trong Lịch triều hiến chương loại chí (Văn tịch chí) và Toàn Việt thi lục.
Theo Phan Huy Chú, khi sáng tác, ông "chuộng thể cách Vãn Đường, lời thơ xinh đẹp, tế nhị, dồi dào, đại để có phong khí họ Ôn (Ôn Đình Quân), họ Lý (Lý Thương Ẩn)". 
Đối với Lê Quý Đôn thì "thơ Sư Bá vui vẻ, nói về đạo Thiền một cách tự nhiên dễ dàng, người ngoài không biết rõ trong lòng ông vui mừng hay giận dữ" .
Gần đây, khi giới thiệu về ông, trong Từ điển bách khoa toàn thư Việt Nam cũng có đoạn viết: 
"Số ít bài thơ trong "Toàn Việt thi lục" thể hiện cảm xúc dồi dào, tình điệu thâm trầm, thích nói về lẽ nhiệm màu của tạo vật, cõi u ẩn của lòng người. Phong cách nặng về suy tư triết lý này sẽ phát triển mạnh ở thế kỷ sau, tiêu biểu là Nguyễn Bỉnh Khiêm".

## Giới thiệu thơ
Trích giới thiệu thơ Vương Sư Bá.
| Ngày xuân Phiên âm Hán-Việt: Liễu ty đình viện ngọ âm âm, Liêm mạc đê thuỳ thụy yến thâm. Nhàn ỷ lan can cùng vật hoá, Khước ư hình sắc kiến thiên tâm. Dịch nghĩa: Tơ liễu rợp sân, bóng trưa im, Rèm màn buông thấp, én ngủ kỹ. Rỗi dựa lan can, suy cùng lẽ sinh hóa của vật, Ở hình sắc, thấy được lòng người. | Đêm thu Phiên âm Hán-Việt: Tử lan thanh lộ thấp la duy, Diễm lãnh ngân giang dạ lậu trì. Tà nguyệt nhất ngân liêm ba1bn quyển, Lưu huỳnh sổ điểm độ phương trì. Dịch nghĩa: Giọt sương cung tiên ướt màn là, Ngọn đèn mờ tỏ canh đã muộn. Một ngấn trăng tà, mảnh nửa cuốn, Vài điểm đom đóm bay qua ao . |

## Sách tham khảo
- Lê Quý Đôn, Đại Việt thông sử. Nhà xuất bản Khoa học xã hội, 1978.
- Ngô Sĩ Liên, Đại Việt sử ký toàn thư (Tập 3). Nhà xuất bản Khoa học xã hội, 1985.
- Phan Huy Chú, Lịch triều hiến chương loại chí (Tập 3). Nhà xuất bản Khoa học xã hội 1992.
- Bùi Duy Tân, mục từ "Vương Sư Bá" trong Từ điển Văn học (bộ mới). Nhà xuất bản Thế giới, 2004.